# Biała gwiazda

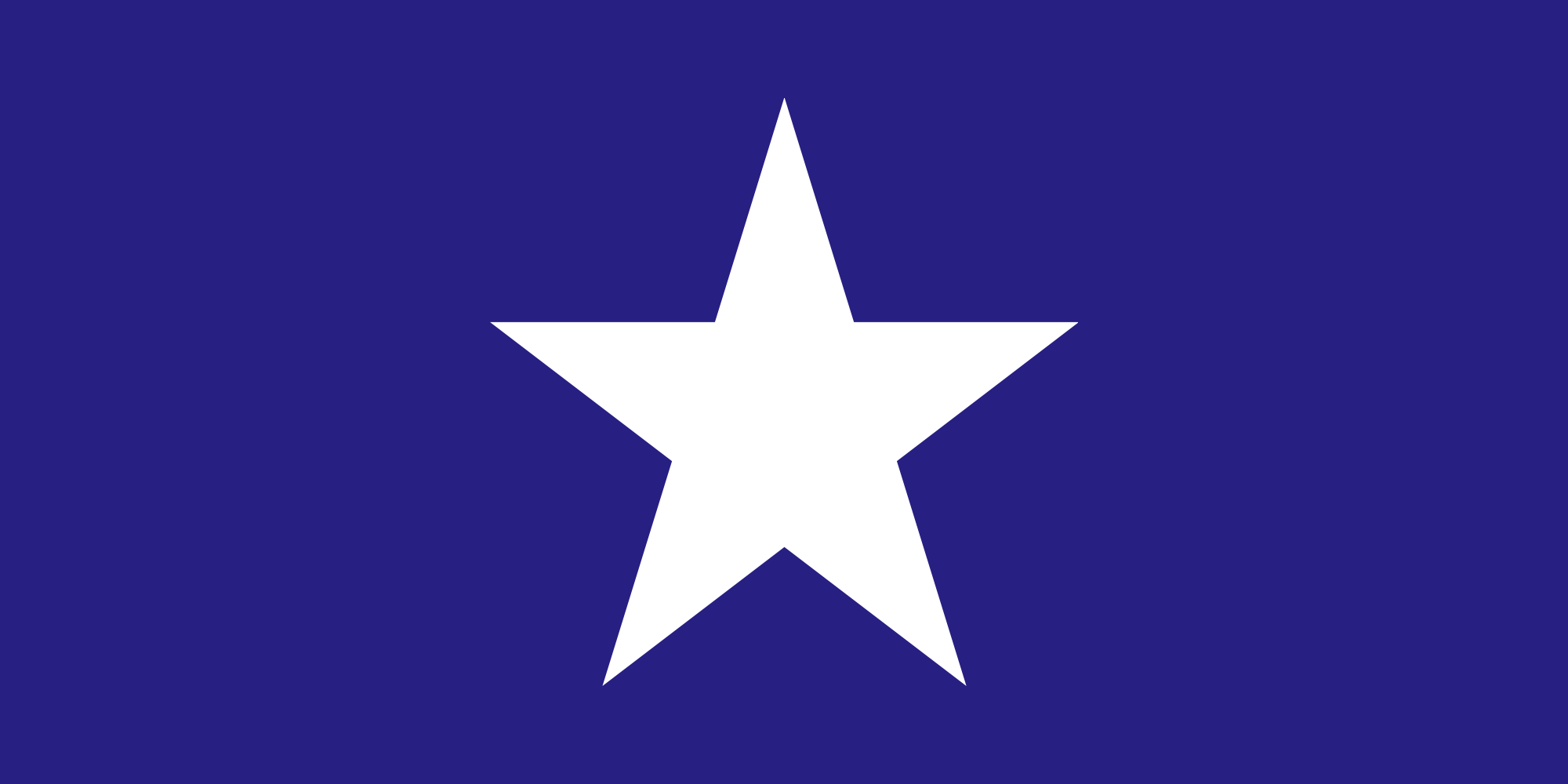
Biała gwiazda

Biała gwiazda – symbol, pięciopromienna gwiazda (pentagram) barwy białej.

## Symbolika

### Stany Zjednoczone
Biała gwiazda jest symbolem stanów wchodzących w skład Stanów Zjednoczonych Ameryki. Na fladze Stanów Zjednoczonych, każdy stan oznaczony jest jedną białą gwiazdą na granatowym tle.
Biała gwiazda jest również symbolem militarnym Stanów Zjednoczonych, umieszczanym na pojazdach i samolotach wojskowych.

### Włochy
Biała gwiazda symbolizuje południe Włoch w godle państwowym.

### Wisła Kraków
Biała gwiazda jest potocznym określeniem i symbolem krakowskiego klubu sportowego Wisła Kraków, nieprzerwanie od 1906 r. Nazwa wywodzi się od herbu klubu, w którym elementem centralnym jest biała pięciopromienna gwiazda, na czerwonej tarczy z niebieską wstęgą.
W 1907 roku po otrzymaniu z Berlina zamówionych kompletów koszulek w kolorze czerwonym, zauważono element niezamówiony, dwie gwiazdy koloru niebieskiego na lewej i prawej piersi. Po kilku latach pozostawiono tylko jedną i zmieniono jej kolor na biały. Krakowska Wisła grała z białą gwiazdą na lewej piersi aż do początku XXI wieku, gdy ten symbol został zastąpiony logiem spółki akcyjnej. Wyjątkiem był rok 2006 – w roku jubileuszu 100-lecia na koszulkach znów pojawiła się Gwiazda. Od sezonu 2013/14 Biała Gwiazda powróciła na koszulki Wisły zastępując logo spółki.

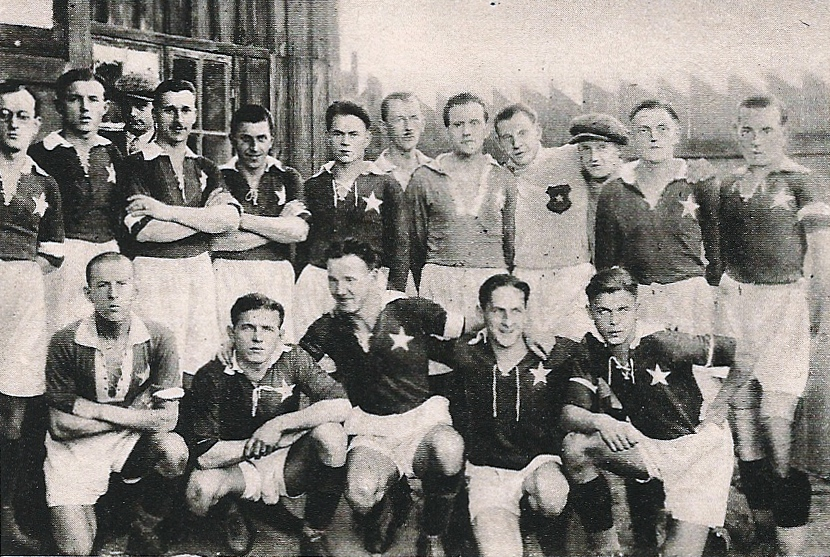
Drużyna Wisły Kraków